# Фирлей, Пётр (воевода русский)
Пётр Фирлей (пол. Piotr Firlej; ум. 1 сентября 1553) — государственный и военный деятель Польского королевства, дворянин королевский, каштелян хелмский (1527) и бецкий (1535) и вислицкий (1535), воевода люблинский (1537—1545) и воевода русский (1545—1553), староста любельский, радомский и казимирский.

## Биография
Представитель польского магнатского рода Фирлеев герба «Леварт». Сын гетмана великого коронного и каштеляна краковского Николая Фирлея из Домбровицы (ум. 1526) и Анны Мелецкой герба Гриф.
Во время войны с Московией 8 сентября 1514 года принял участие в битве под Оршей. Был советником королевы Боны, а после её сына Сигизмунда Августа.
С 1527 года был каштеляном хелмским. В октябре 1535 году был назначен каштеляном бецким, а через месяц вислицким. С 1537 был назначен на должность воеводы люблинского, которую занимал до 1545 года, когда после смерти Станислава Одровонжа был назначен воеводой русским. Также был старостой радомским и казимирским.
Основал Яновец и Левартув, где построил замки. В 1551—1552 годах участвовал в подавлении антипольских восстаний в Пруссии.
Женат на Катажине Тенчинской, имел шестерых детей: Яна, Николая, Анджея, Анну (жена Адама Валевского), Ядвигу (жена Станислава Немиры Гжемалича) и Барбару (жена Станислава Стадницкого).